# Norris McWhirter

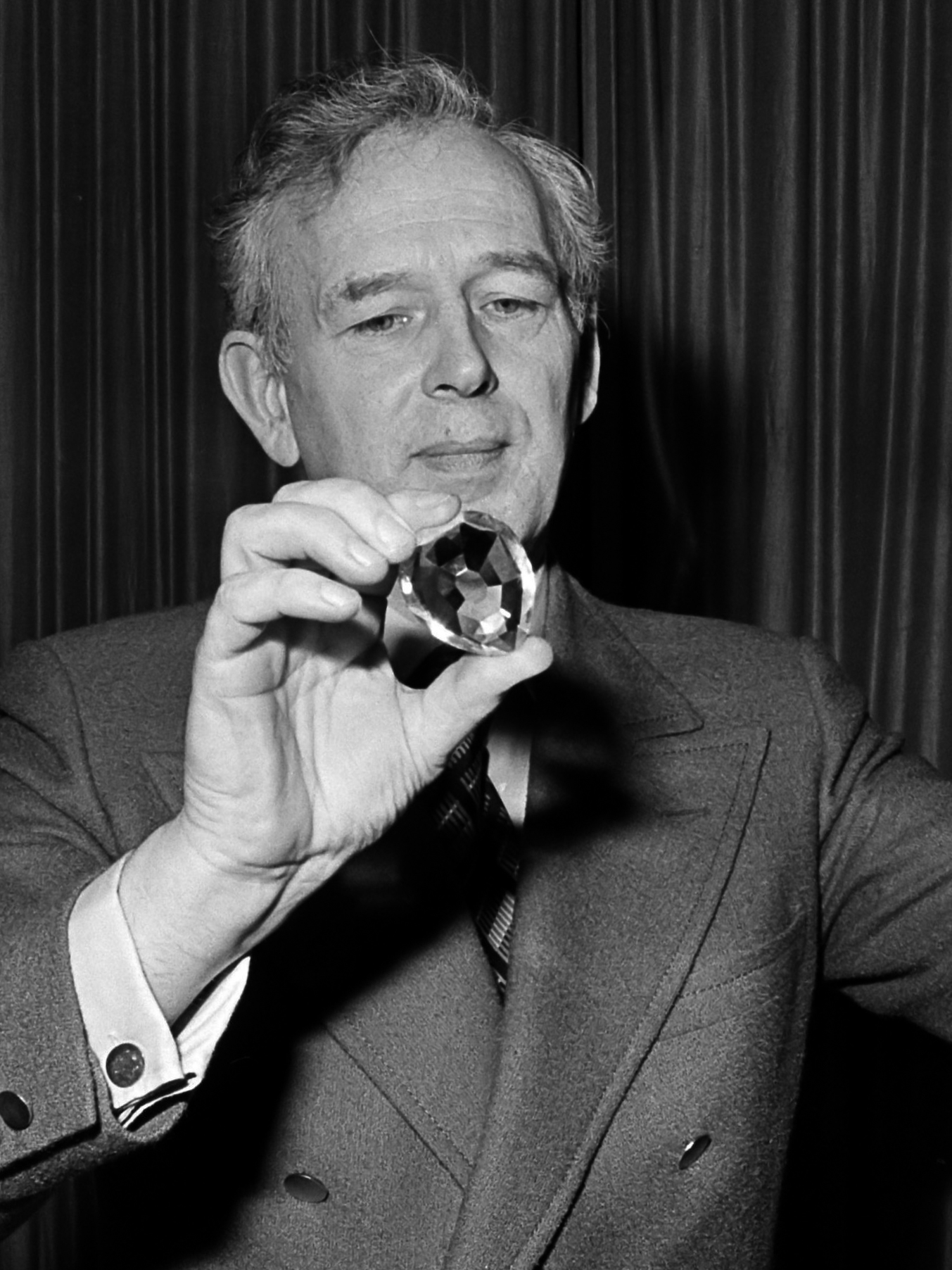
Norris McWhirter (1977)

Norris Dewar McWhirter (* 12. August 1925 in Winchmore Hill, Middlesex; † 19. April 2004 in Kington Langley, Wiltshire) war ein britischer Verleger.
Er gründete 1954 mit seinem Zwillingsbruder Ross McWhirter das Guinness-Buch der Rekorde. Bis 1996 war er aktiv in dem Verlag tätig. Zu dieser Zeit waren vom Guinness-Buch mehr als 75 Mio. Exemplare in 37 Sprachen verkauft worden.
McWhirter starb im Alter von 78 Jahren beim Tennisspiel an einem Herzinfarkt.